# Honduras en los Juegos Paralímpicos de Atlanta 1996
Honduras estuvo representado en los Juegos Paralímpicos de Atlanta 1996 por dos deportistas masculinos. El equipo paralímpico hondureño no obtuvo ninguna medalla en estos Juegos.